# كوشينا أوزوماكي
كوشينا أوزوماكي إحدى شخصيات ناروتو زوجة الهوكاجي الرابع وأم أوزوماكي ناروتو، كانت في الماضي الجنشوركي الثاني للكيوبي قبل ناروتو.
ولدت كوشينا في قرية الدوامات التي تشتهر بصناعة الاختام وقد علمت ميناتو بعضا منها وكان هناك تحالف بينها وبين قرية كونها، تم جلبها لتكون «الجنشكوري» لالكيوبيكانت تجيد استعمال «النينجتسو» وقد اورثته لناروتو كماورث منها شخصيتها الغريبة.
عندما كانت صغيرة ارادت القرى الأخرى الحصول عليها لقوة الكيوبي الذي بداخلها، فقامت قرية "الضباب المخفية"" باختطافها ولتترك اثرا ورائها قامت بنزع بعض الشعر من راسها ولكن لم ينتبه اليها أحد سوى ميناتو فقام بتتبع اثرها وانقاذها ومنذ حينها احبته وتزوجته.
وبعد ذلك عندما حان موعد ولادة ناروتو ذهبوا إلى مكان خارج القرية لانه عند الولادة يكون «الختم ضعيف» ولم يكن أحد يعلم بمكانهم لكن اوبيتو اكتشف مكانهم وقام باختطاف كوشينا وتحرير الكيوبي وتقاتل ميناتو مع اوبيتو وفاز عليه وقامت كوشينا بتقيد الكيوبي ولكن الكيوبي استطاع اختراق جسد كل من ميناتو وكوشينا فاصابهما اصابة بالغة، وقام ميناتو بتخلص من بعض قوة الكيوبي بواحدة من المهارات وقام بختم الباقي داخل ناروتو وختم بعض شاكراه وشاكرا كوشينا داخل ناروتو لتظهر عندما يحاول فتح الخاتم وقد حصل هذا في معركته ضد باين.